# Danh sách cầu thủ tham dự Cúp Vàng CONCACAF 2009
Dưới đây là danh sách các cầu thủ của các đội tham gia Cúp Vàng CONCACAF 2009. Mỗi đội gồm 23 cầu thủ (3 thủ môn), ngoại trừ Hoa Kỳ, được thêm 7 người vì tham gia Cúp Liên đoàn các châu lục 2009.

## Bảng A

### Canada
Huấn luyện viên:  Stephen Hart
| Số | VT | Cầu thủ                 | Ngày sinh (tuổi)            | Trận | Bàn | Câu lạc bộ                   |
| -- | -- | ----------------------- | --------------------------- | ---- | --- | ---------------------------- |
| 1  | TM | Greg Sutton             | 19 tháng 4, 1977 (32 tuổi)  | 12   | 0   | Unattached                   |
| 2  | HV | Adrian Cann             | 19 tháng 9, 1980 (28 tuổi)  | 6    | 0   | Esbjerg fB                   |
| 3  | HV | Mike Klukowski          | 27 tháng 5, 1981 (28 tuổi)  | 21   | 0   | Club Brugge                  |
| 4  | HV | André Hainault          | 17 tháng 6, 1986 (23 tuổi)  | 14   | 1   | Houston Dynamo               |
| 5  | HV | Kevin McKenna           | 22 tháng 1, 1980 (29 tuổi)  | 40   | 9   | 1. FC Köln                   |
| 6  | TV | Julian de Guzman        | 25 tháng 3, 1981 (28 tuổi)  | 37   | 5   | Deportivo La Coruña          |
| 7  | HV | Paul Stalteri (Captain) | 18 tháng 10, 1977 (31 tuổi) | 74   | 7   | Borussia Mönchengladbach     |
| 8  | HV | Marcel de Jong          | 15 tháng 10, 1986 (22 tuổi) | 8    | 0   | Roda JC                      |
| 9  | TĐ | Ali Gerba               | 4 tháng 9, 1981 (27 tuổi)   | 24   | 14  | Toronto FC                   |
| 10 | TĐ | Will Johnson            | 21 tháng 1, 1987 (22 tuổi)  | 6    | 0   | Real Salt Lake               |
| 11 | HV | Richard Hastings        | 18 tháng 5, 1977 (32 tuổi)  | 55   | 1   | Inverness Caledonian Thistle |
| 12 | TV | Issey Nakajima-Farran   | 16 tháng 5, 1984 (25 tuổi)  | 18   | 1   | Nordsjælland                 |
| 13 | TV | Atiba Hutchinson        | 8 tháng 2, 1983 (26 tuổi)   | 41   | 4   | Copenhagen                   |
| 14 | HV | Dejan Jakovic           | 16 tháng 7, 1985 (23 tuổi)  | 2    | 0   | D.C. United                  |
| 15 | TV | Josh Simpson            | 15 tháng 5, 1983 (26 tuổi)  | 20   | 0   | 1. FC Kaiserslautern         |
| 16 | TĐ | Simeon Jackson          | 28 tháng 3, 1987 (22 tuổi)  | 2    | 1   | Gillingham                   |
| 17 | TV | Jaime Peters            | 4 tháng 5, 1987 (22 tuổi)   | 17   | 1   | Ipswich Town                 |
| 18 | TM | Josh Wagenaar           | 26 tháng 2, 1985 (24 tuổi)  | 2    | 0   | Yeovil Town                  |
| 19 | TV | Kevin Harmse            | 17 tháng 6, 1984 (25 tuổi)  | 9    | 0   | Chivas USA                   |
| 20 | TV | Patrice Bernier         | 23 tháng 9, 1979 (29 tuổi)  | 38   | 1   | Nordsjælland                 |
| 21 | HV | Chris Pozniak           | 10 tháng 1, 1981 (28 tuổi)  | 24   | 0   | Unattached                   |
| 22 | TM | Kenny Stamatopoulos     | 28 tháng 8, 1979 (29 tuổi)  | 5    | 0   | Lyn Oslo                     |
| 23 | TĐ | Charles Gbeke           | 13 tháng 3, 1978 (31 tuổi)  | 3    | 0   | Vancouver Whitecaps FC       |

### Costa Rica
Huấn luyện viên:  Rodrigo Kenton
| Số | VT | Cầu thủ                  | Ngày sinh (tuổi)            | Trận | Bàn | Câu lạc bộ                |
| -- | -- | ------------------------ | --------------------------- | ---- | --- | ------------------------- |
| 1  | TM | Keylor Navas             | 15 tháng 12, 1986 (22 tuổi) | 7    | 0   | Saprissa                  |
| 2  | HV | Dario Delgado            | 14 tháng 12, 1985 (23 tuổi) | 1    | 0   | Puntarenas                |
| 3  | HV | Freddy Fernández         | 25 tháng 2, 1974 (35 tuổi)  | 19   | 1   | Pérez Zeledón             |
| 4  | HV | Pablo Salazar            | 21 tháng 11, 1982 (26 tuổi) | 1    | 0   | Liberia                   |
| 5  | TV | Celso Borges             | 27 tháng 8, 1988 (20 tuổi)  | 12   | 5   | Fredrikstad               |
| 6  | TV | Cristian Oviedo          | 25 tháng 8, 1978            | 7    | 0   | L.D. Alajuelense          |
| 7  | TĐ | Pablo Brenes             | 4 tháng 8, 1982 (26 tuổi)   | 8    | 0   | Brujas                    |
| 8  | TV | Esteban Granados         | 25 tháng 10, 1986 (22 tuổi) | 5    | 0   | Cartaginés                |
| 9  | TĐ | Álvaro Saborío           | 25 tháng 3, 1982 (27 tuổi)  | 48   | 15  | Sion                      |
| 10 | TV | Walter Centeno (Captain) | 6 tháng 10, 1974 (34 tuổi)  | 131  | 22  | Saprissa                  |
| 11 | TĐ | Andy Herron              | 2 tháng 3, 1978 (31 tuổi)   | 20   | 5   | CS Herediano              |
| 12 | HV | Leonardo González        | 21 tháng 11, 1980 (28 tuổi) | 60   | 1   | Liberia                   |
| 13 | HV | Gonzalo Segares          | 13 tháng 10, 1982 (26 tuổi) | 12   | 0   | Chicago Fire              |
| 14 | TĐ | Armando Alonso           | 21 tháng 3, 1984 (25 tuổi)  | 13   | 3   | Saprissa                  |
| 15 | HV | Harold Wallace           | 7 tháng 9, 1975 (33 tuổi)   | 91   | 3   | Liberia                   |
| 16 | HV | Esteban Sirias           | 3 tháng 10, 1980 (28 tuổi)  | 4    | 0   | Liberia                   |
| 17 | HV | Pablo Herrera            | 14 tháng 2, 1987 (22 tuổi)  | 13   | 2   | L.D. Alajuelense          |
| 18 | TM | Ricardo González         | 6 tháng 3, 1974 (35 tuổi)   | 38   | 0   | CS Herediano              |
| 19 | TV | Warren Granados          | 6 tháng 12, 1981 (27 tuổi)  | 2    | 1   | AD Ramonense              |
| 20 | HV | Dennis Marshall          | 9 tháng 8, 1985 (23 tuổi)   | 1    | 0   | CS Herediano              |
| 21 | TĐ | Froylán Ledezma          | 2 tháng 1, 1978 (31 tuổi)   | 9    | 3   | Trenkwalder Admira        |
| 22 | TV | Josimar Arias            | 24 tháng 9, 1986 (22 tuổi)  | 2    | 0   | Brujas                    |
| 23 | TM | Daniel Cambronero        | 8 tháng 1, 1986 (23 tuổi)   | 1    | 0   | Universidad de Costa Rica |

### El Salvador
Huấn luyện viên:  Carlos de los Cobos
| Số | VT | Cầu thủ                 | Ngày sinh (tuổi)            | Trận | Bàn | Câu lạc bộ         |
| -- | -- | ----------------------- | --------------------------- | ---- | --- | ------------------ |
| 1  | TM | Miguel Montes           | 12 tháng 2, 1980 (29 tuổi)  | 25   | 0   | Nejapa             |
| 2  | HV | Alexander Escobar       | 4 tháng 4, 1984 (25 tuổi)   | 28   | 0   | Isidro Metapán     |
| 3  | HV | Marvin González         | 17 tháng 4, 1982 (27 tuổi)  | 60   | 1   | FAS                |
| 4  | HV | José Henríquez          | 24 tháng 5, 1987 (22 tuổi)  | 13   | 0   | FAS                |
| 5  | HV | Luis Hernández          | 9 tháng 2, 1985 (24 tuổi)   | 19   | 0   | Águila             |
| 6  | TV | Julio Martínez          | 8 tháng 7, 1985 (23 tuổi)   | 8    | 1   | Alianza            |
| 7  | TV | Ramón Sánchez (Captain) | 25 tháng 5, 1982 (27 tuổi)  | 49   | 2   | Alianza            |
| 8  | TV | Osael Romero            | 18 tháng 4, 1986 (23 tuổi)  | 28   | 6   | Vista Hermosa      |
| 9  | TĐ | Rudis Corrales          | 6 tháng 12, 1979 (29 tuổi)  | 52   | 13  | Águila             |
| 10 | TĐ | Eliseo Quintanilla      | 5 tháng 2, 1983 (26 tuổi)   | 38   | 13  | Águila             |
| 11 | TĐ | Rodolfo Zelaya          | 3 tháng 7, 1988 (21 tuổi)   | 18   | 4   | Alianza            |
| 12 | HV | Manuel Salazar          | 23 tháng 1, 1986 (23 tuổi)  | 35   | 0   | Luís Ángel Firpo   |
| 13 | HV | Deris Umanzor           | 7 tháng 1, 1980 (29 tuổi)   | 15   | 0   | Águila             |
| 14 | TV | Dennis Alas             | 10 tháng 1, 1985 (24 tuổi)  | 41   | 2   | Luís Ángel Firpo   |
| 15 | HV | Alfredo Pacheco         | 1 tháng 12, 1982 (26 tuổi)  | 69   | 6   | New York Red Bulls |
| 16 | TV | Óscar Jiménez           | 18 tháng 4, 1979 (30 tuổi)  | 23   | 0   | Alianza            |
| 17 | TV | Cristian Castillo       | 27 tháng 7, 1984 (24 tuổi)  | 24   | 2   | Alianza            |
| 18 | TV | Salvador Coreas         | 29 tháng 9, 1984 (24 tuổi)  | 29   | 0   | Vista Hermosa      |
| 19 | TĐ | Williams Reyes          | 30 tháng 10, 1976 (32 tuổi) | 11   | 0   | Isidro Metapán     |
| 20 | HV | Víctor Turcios          | 13 tháng 4, 1988 (21 tuổi)  | 7    | 1   | Luís Ángel Firpo   |
| 21 | TV | William Torres          | 27 tháng 10, 1976 (32 tuổi) | 22   | 2   | Águila             |
| 22 | TM | Benji Villalobos        | 15 tháng 7, 1988 (20 tuổi)  | 0    | 0   | Águila             |
| 23 | TĐ | Herber Barrera          | 17 tháng 3, 1981 (28 tuổi)  | 0    | 0   | Luís Ángel Firpo   |

### Jamaica
Huấn luyện viên:  Theodore Whitmore
| Số | VT | Cầu thủ                   | Ngày sinh (tuổi)            | Trận | Bàn | Câu lạc bộ            |
| -- | -- | ------------------------- | --------------------------- | ---- | --- | --------------------- |
| 1  | TM | Donovan Ricketts          | 7 tháng 6, 1977 (32 tuổi)   | 80   | 0   | Los Angeles Galaxy    |
| 2  | HV | Eric Vernon               | 4 tháng 7, 1987 (21 tuổi)   | 11   | 2   | Portmore United       |
| 3  | HV | Damion Stewart            | 18 tháng 8, 1980 (28 tuổi)  | 51   | 3   | Q.P.R.                |
| 4  | HV | Claude Davis              | 6 tháng 3, 1979 (30 tuổi)   | 63   | 2   | Derby County          |
| 5  | HV | Ian Goodison              | 21 tháng 11, 1972 (36 tuổi) | 113  | 9   | Tranmere Rovers       |
| 7  | TV | Jason Morrison            | 27 tháng 6, 1984 (25 tuổi)  | 16   | 1   | Ferencvárosi TC       |
| 8  | TV | Jamal Campbell-Ryce       | 6 tháng 4, 1983 (26 tuổi)   | 15   | 0   | Barnsley              |
| 9  | TV | Shavar Thomas             | 29 tháng 1, 1981 (28 tuổi)  | 12   | 0   | Chivas USA            |
| 10 | TĐ | Ricardo Fuller            | 31 tháng 10, 1979 (29 tuổi) | 49   | 5   | Stoke City            |
| 11 | TĐ | Luton Shelton             | 11 tháng 11, 1985 (23 tuổi) | 44   | 27  | Vålerenga             |
| 12 | TV | Demar Phillips            | 23 tháng 9, 1983 (25 tuổi)  | 32   | 5   | Aalesunds             |
| 13 | TM | Dwayne Kerr               | 16 tháng 1, 1987 (22 tuổi)  | 4    | 0   | Portmore United       |
| 14 | HV | Tyrone Marshall           | 12 tháng 11, 1974 (34 tuổi) | 78   | 5   | Seattle Sounders FC   |
| 15 | HV | Ricardo Gardner (Captain) | 25 tháng 9, 1978 (30 tuổi)  | 96   | 9   | Bolton Wanderers      |
| 16 | TV | Jermaine Johnson          | 25 tháng 6, 1980 (29 tuổi)  | 58   | 9   | Sheffield Wednesday   |
| 17 | TV | Rodolph Austin            | 1 tháng 6, 1985 (24 tuổi)   | 24   | 2   | SK Brann              |
| 18 | TV | Rafe Wolfe                | 19 tháng 12, 1985 (23 tuổi) | 8    | 1   | Ferencvárosi TC       |
| 19 | TĐ | Nicholas Addlery          | 7 tháng 12, 1981 (27 tuổi)  | 3    | 1   | Puerto Rico Islanders |
| 20 | TV | Oneil Thompson            | 11 tháng 8, 1983 (25 tuổi)  | 17   | 1   | Notodden              |
| 21 | TM | Dwayne Miller             | 14 tháng 7, 1987 (21 tuổi)  | 5    | 0   | Harbour View          |
| 22 | TĐ | Omar Cummings             | 13 tháng 7, 1982 (26 tuổi)  | 10   | 2   | Colorado Rapids       |
| 23 | TV | Dane Richards             | 14 tháng 12, 1983 (25 tuổi) | 12   | 0   | New York Red Bulls    |

## Bảng B

### Grenada
Huấn luyện viên:  Tommy Taylor
| Số | VT | Cầu thủ                   | Ngày sinh (tuổi)            | Trận | Bàn | Câu lạc bộ        |
| -- | -- | ------------------------- | --------------------------- | ---- | --- | ----------------- |
| 1  | TM | Andray Baptiste           | 15 tháng 4, 1977 (32 tuổi)  | 7    | 0   | Harrow Borough    |
| 4  | TV | Cassim Langaigne          | 27 tháng 2, 1980 (29 tuổi)  | 23   | 3   | Hurricane         |
| 5  | HV | Jason James               | 25 tháng 2, 1982 (27 tuổi)  | 9    | 0   | Hurricane         |
| 6  | HV | Marc Marshall             | 24 tháng 12, 1985 (23 tuổi) | 22   | 0   | G.B.S.S. FC       |
| 7  | TV | Byron Bubb                | 17 tháng 12, 1981 (27 tuổi) | 9    | 2   | Slough Town       |
| 8  | TĐ | Delroy Facey              | 22 tháng 4, 1980 (29 tuổi)  | 0    | 0   | Notts County      |
| 9  | TV | Ricky Charles             | 19 tháng 6, 1975 (34 tuổi)  | 32   | 19  | St. Ann's Rangers |
| 10 | TĐ | Kitson Bain               | 26 tháng 5, 1982 (27 tuổi)  | 23   | 9   | Ball Dogs FC      |
| 11 | HV | Anthony Modeste (Captain) | 30 tháng 8, 1975 (33 tuổi)  | 37   | 6   | Portmore United   |
| 12 | TĐ | Marcus Julien             | 30 tháng 12, 1986 (22 tuổi) | 8    | 1   | E.S.S. FC         |
| 13 | TV | Dwayne Leo                | 28 tháng 6, 1982 (27 tuổi)  | 15   | 0   | South Stars FC    |
| 14 | TĐ | Denron Daniel             | 14 tháng 3, 1989 (20 tuổi)  | 0    | 0   | Hard Rock FC      |
| 15 | HV | Rimmel Daniel             | 28 tháng 1, 1991 (18 tuổi)  | 0    | 0   | Gillingham        |
| 16 | TV | Kwasi Paul                | 2 tháng 9, 1987 (21 tuổi)   | 2    | 0   | Marshalltown CC   |
| 17 | TV | Euon Brown                | 9 tháng 7, 1987 (21 tuổi)   | 0    | 0   | Unattached        |
| 18 | TV | Lyndon Antoine            | 18 tháng 3, 1986 (23 tuổi)  | 4    | 0   | Unattached        |
| 19 | HV | Michael Mark              | 21 tháng 4, 1986 (23 tuổi)  | 1    | 0   | E.S.S. FC         |
| 20 | TĐ | Jake Rennie               | 30 tháng 1, 1983 (26 tuổi)  | 2    | 1   | Bonner SC         |
| 23 | HV | Patrick Modeste           | 30 tháng 9, 1976 (32 tuổi)  | 28   | 2   | Q.P.R.            |
| 25 | TV | Shane Rennie              | 14 tháng 12, 1986 (22 tuổi) | 23   | 5   | Paradise FC       |
| 30 | TM | Desmond Noel              | 28 tháng 11, 1974 (34 tuổi) | 24   | 0   | Q.P.R.            |
| 33 | TM | Josh Charles              | 29 tháng 11, 1990 (18 tuổi) | 0    | 0   | Hard Rock FC      |

### Haiti
Huấn luyện viên:  Jairo Ríos
| Số | VT | Cầu thủ                  | Ngày sinh (tuổi)            | Trận | Bàn | Câu lạc bộ              |
| -- | -- | ------------------------ | --------------------------- | ---- | --- | ----------------------- |
| 1  | TM | Peterson Occénat         | 3 tháng 12, 1989 (19 tuổi)  | 5    | 0   | Aigle Noir              |
| 2  | TV | Evens Prophète           | 6 tháng 1, 1986 (23 tuổi)   | 0    | 0   | Aigle Noir              |
| 3  | HV | Frantz Gilles            | 1 tháng 1, 1977 (32 tuổi)   | 70   | 1   | Cavaly                  |
| 4  | HV | Paulin Jean              | 3 tháng 5, 1986 (23 tuổi)   | 2    | 0   | Aigle Noir              |
| 5  | HV | Lesley Fellinga          | 29 tháng 9, 1985 (23 tuổi)  | 7    | 0   | Heerenveen              |
| 6  | HV | Frantz Bertin            | 30 tháng 5, 1983 (26 tuổi)  | 16   | 1   | OFI                     |
| 7  | TĐ | Brunel Fucien            | 26 tháng 9, 1984 (24 tuổi)  | 28   | 8   | Aigle Noir              |
| 8  | HV | Judelin Aveska           | 21 tháng 10, 1987 (21 tuổi) | 7    | 0   | Independiente Rivadavia |
| 9  | TĐ | Leonel Saint-Preux       | 12 tháng 5, 1985 (24 tuổi)  | 20   | 2   | Minnesota Thunder       |
| 10 | TĐ | Jean-Robens Jerome       | 26 tháng 4, 1987 (22 tuổi)  | 2    | 1   | Unattached              |
| 11 | TĐ | Fabrice Noël             | 21 tháng 7, 1985 (23 tuổi)  | 14   | 1   | Puerto Rico Islanders   |
| 12 | TV | James Marcelin           | 13 tháng 6, 1986 (23 tuổi)  | 15   | 0   | Puerto Rico Islanders   |
| 13 | HV | Pierre Bruny (Captain)   | 6 tháng 4, 1972 (37 tuổi)   | 77   | 1   | Don Bosco               |
| 14 | TV | Mones Chery              | 2 tháng 12, 1981 (27 tuổi)  | 43   | 5   | Racing Club Haïtien     |
| 15 | HV | Ednerson Raymond         | 19 tháng 5, 1985 (24 tuổi)  | 24   | 1   | Baltimore SC            |
| 16 | TV | Mackorel Sampeur         | 20 tháng 3, 1986 (23 tuổi)  | 13   | 0   | Violette AC             |
| 17 | HV | Simson Exumé             | 20 tháng 10, 1989 (19 tuổi) | 1    | 0   | Mirebalais              |
| 18 | TM | Dominique Jean-Zérphirin | 30 tháng 6, 1982 (27 tuổi)  | 4    | 0   | ES Fréjus               |
| 19 | TV | Vaniel Sirin             | 26 tháng 10, 1989 (19 tuổi) | 3    | 0   | Tempête                 |
| 20 | TĐ | Jean Alexandre           | 6 tháng 12, 1985 (23 tuổi)  | 4    | 0   | Real Salt Lake          |
| 21 | TM | Wings Pierre-Louis       | 25 tháng 6, 1982 (27 tuổi)  | 0    | 0   | Mirebalais              |
| 22 | TV | Philbert Mercéus         | 10 tháng 11, 1981 (27 tuổi) | 2    | 1   | Don Bosco               |
| 23 | TĐ | Abel Thermeus            | 19 tháng 1, 1983 (26 tuổi)  | 8    | 0   | Debreceni               |

### Honduras
Huấn luyện viên:  Reynaldo Rueda
| Số | VT | Cầu thủ                   | Ngày sinh (tuổi)            | Trận | Bàn | Câu lạc bộ          |
| -- | -- | ------------------------- | --------------------------- | ---- | --- | ------------------- |
| 1  | TM | John Bodden               | 3 tháng 10, 1981 (27 tuổi)  | 4    | 0   | Victoria            |
| 2  | HV | Osman Chávez              | 29 tháng 7, 1984 (24 tuổi)  | 15   | 0   | Platense            |
| 3  | HV | David Molina              | 14 tháng 3, 1988 (21 tuổi)  | 0    | 0   | Motagua             |
| 4  | HV | Johnny Palacios           | 20 tháng 12, 1986 (22 tuổi) | 0    | 0   | Olimpia             |
| 5  | HV | Erick Norales             | 11 tháng 2, 1985 (24 tuổi)  | 7    | 0   | Marathón            |
| 6  | HV | Juan García               | 8 tháng 3, 1988 (21 tuổi)   | 0    | 0   | Marathón            |
| 7  | TV | Rigoberto Padilla         | 1 tháng 12, 1985 (23 tuổi)  | 1    | 0   | Olimpia             |
| 8  | TĐ | Allan Lalín               | 5 tháng 1, 1981 (28 tuổi)   | 2    | 0   | Real España         |
| 9  | TĐ | Carlos Mejía              | 29 tháng 9, 1983 (25 tuổi)  | 9    | 1   | Marathón            |
| 10 | TĐ | Marvin Chávez             | 3 tháng 11, 1983 (25 tuổi)  | 14   | 1   | Marathón            |
| 11 | TV | Mariano Acevedo           | 9 tháng 1, 1983 (26 tuổi)   | 3    | 0   | Marathón            |
| 12 | TM | Ricardo Canales           | 30 tháng 5, 1982 (27 tuổi)  | 0    | 0   | Motagua             |
| 13 | TĐ | Carlo Costly              | 17 tháng 7, 1982 (26 tuổi)  | 24   | 9   | Bełchatów           |
| 14 | HV | Carlos Palacios           | 30 tháng 1, 1982 (27 tuổi)  | 0    | 0   | Real España         |
| 15 | TĐ | Walter Martínez (Captain) | 28 tháng 3, 1982 (27 tuổi)  | 22   | 7   | Alavés              |
| 16 | HV | Nery Medina               | 5 tháng 8, 1981 (27 tuổi)   | 6    | 0   | Real España         |
| 17 | TV | Miguel Castillo           | 1 tháng 12, 1986 (22 tuổi)  | 3    | 0   | Motagua             |
| 18 | TV | Melvin Valladares         | 14 tháng 7, 1984 (24 tuổi)  | 3    | 0   | Real España         |
| 21 | HV | Luis Ramos                | 11 tháng 4, 1985 (24 tuổi)  | 0    | 0   | Spartacus           |
| 22 | TM | Donis Escober             | 3 tháng 2, 1980 (29 tuổi)   | 4    | 0   | Olimpia             |
| 23 | TV | Roger Espinoza            | 25 tháng 10, 1986 (22 tuổi) | 3    | 1   | Kansas City Wizards |
| 24 | TĐ | Georgie Welcome           | 9 tháng 3, 1985 (24 tuổi)   | 2    | 0   | Motagua             |
| 25 | TĐ | Luis López                | 29 tháng 8, 1986 (22 tuổi)  | 7    | 0   | Durango             |

### Hoa Kỳ
Huấn luyện viên:  Bob Bradley
| Số | VT | Cầu thủ                    | Ngày sinh (tuổi)            | Trận | Bàn | Câu lạc bộ           |
| -- | -- | -------------------------- | --------------------------- | ---- | --- | -------------------- |
| 1  | TM | Troy Perkins               | 20 tháng 7, 1981 (27 tuổi)  | 1    | 0   | Vålerenga            |
| 2  | HV | Heath Pearce               | 13 tháng 8, 1984 (24 tuổi)  | 23   | 0   | Hansa Rostock        |
| 3  | HV | Clarence Goodson           | 17 tháng 5, 1982 (27 tuổi)  | 2    | 0   | IK Start             |
| 4  | HV | Chad Marshall              | 22 tháng 8, 1984 (24 tuổi)  | 4    | 1   | Columbus Crew        |
| 5  | TV | Kyle Beckerman             | 23 tháng 4, 1982 (27 tuổi)  | 3    | 0   | Real Salt Lake       |
| 6  | HV | Steve Cherundolo (Captain) | 19 tháng 2, 1979 (30 tuổi)  | 51   | 2   | Hannover 96          |
| 7  | TV | Robbie Rogers              | 12 tháng 5, 1987 (22 tuổi)  | 1    | 0   | Columbus Crew        |
| 8  | TV | Logan Pause                | 22 tháng 8, 1981 (27 tuổi)  | 0    | 0   | Chicago Fire         |
| 9  | TĐ | Charlie Davies             | 25 tháng 6, 1986 (23 tuổi)  | 10   | 2   | Hammarby IF          |
| 10 | TV | Stuart Holden              | 1 tháng 8, 1985 (23 tuổi)   | 0    | 0   | Houston Dynamo       |
| 11 | TĐ | Brian Ching                | 24 tháng 5, 1978 (31 tuổi)  | 36   | 9   | Houston Dynamo       |
| 12 | HV | Jimmy Conrad               | 12 tháng 2, 1977 (32 tuổi)  | 24   | 1   | Kansas City Wizards  |
| 13 | TV | Colin Clark                | 11 tháng 4, 1984 (25 tuổi)  | 0    | 0   | Colorado Rapids      |
| 14 | HV | Michael Parkhurst          | 24 tháng 1, 1984 (25 tuổi)  | 5    | 0   | Nordsjælland         |
| 15 | TV | Sam Cronin                 | 12 tháng 12, 1986 (22 tuổi) | 0    | 0   | Toronto FC           |
| 16 | HV | Jay Heaps                  | 2 tháng 8, 1976 (32 tuổi)   | 0    | 0   | New Anh Revolution   |
| 17 | TĐ | Kenny Cooper               | 21 tháng 10, 1984 (24 tuổi) | 4    | 2   | FC Dallas            |
| 18 | TM | Luis Robles                | 11 tháng 5, 1984 (25 tuổi)  | 0    | 0   | 1. FC Kaiserslautern |
| 19 | TV | Freddy Adu                 | 2 tháng 6, 1989 (20 tuổi)   | 13   | 1   | Benfica              |
| 20 | TĐ | Santino Quaranta           | 14 tháng 10, 1984 (24 tuổi) | 11   | 0   | D.C. United          |
| 21 | TV | Brad Evans                 | 20 tháng 4, 1985 (24 tuổi)  | 0    | 0   | Seattle Sounders FC  |
| 22 | TV | Davy Arnaud                | 22 tháng 6, 1980 (29 tuổi)  | 2    | 0   | Kansas City Wizards  |
| 23 | TM | Jon Busch                  | 18 tháng 8, 1976 (32 tuổi)  | 1    | 0   | Chicago Fire         |
| 25 | TV | Benny Feilhaber            | 19 tháng 1, 1985 (24 tuổi)  | 22   | 2   | AGF                  |

## Bảng C

### Guadeloupe
Huấn luyện viên:  Roger Salnot
| Số | VT | Cầu thủ                   | Ngày sinh (tuổi)            | Trận | Bàn | Câu lạc bộ    |
| -- | -- | ------------------------- | --------------------------- | ---- | --- | ------------- |
| 1  | TM | Yohann Bus                | 12 tháng 2, 1986 (23 tuổi)  | 0    | 0   | Unattached    |
| 2  | HV | Méddy Lina                | 11 tháng 1, 1986 (23 tuổi)  | 6    | 0   | Evolucas      |
| 3  | HV | Mickaël Tacalfred         | 23 tháng 4, 1981 (28 tuổi)  | 5    | 0   | Reims         |
| 4  | HV | Cédric Avinel             | 11 tháng 9, 1986 (22 tuổi)  | 5    | 0   | Gueugnon      |
| 5  | HV | Eddy Viator               | 2 tháng 6, 1982 (27 tuổi)   | 0    | 0   | Amiens        |
| 6  | HV | Alain Vertot              | 14 tháng 11, 1972 (36 tuổi) | 40   | 2   | Morne-à-l'Eau |
| 7  | TĐ | Loïc Loval                | 28 tháng 9, 1981 (27 tuổi)  | 7    | 2   | Utrecht       |
| 8  | TV | Stéphane Auvray (Captain) | 4 tháng 9, 1981 (27 tuổi)   | 10   | 0   | Nîmes         |
| 9  | TĐ | Ludovic Gotin             | 25 tháng 7, 1985 (23 tuổi)  | 8    | 4   | Moulien       |
| 10 | TV | Aurélien Capoue           | 28 tháng 2, 1982 (27 tuổi)  | 4    | 0   | Nantes        |
| 11 | TĐ | Mickaël Antoine-Curier    | 5 tháng 3, 1983 (26 tuổi)   | 8    | 6   | Dundee        |
| 12 | TV | David Fleurival           | 19 tháng 2, 1984 (25 tuổi)  | 12   | 1   | Châteauroux   |
| 13 | TV | Jean-Luc Lambourde        | 10 tháng 4, 1980 (29 tuổi)  | 31   | 7   | Amical Club   |
| 14 | HV | Willy Laurence            | 4 tháng 3, 1984 (25 tuổi)   | 9    | 0   | Morne-à-l'Eau |
| 15 | HV | Miguel Comminges          | 16 tháng 3, 1982 (27 tuổi)  | 7    | 0   | Cardiff City  |
| 16 | TV | Thomas Gamiette           | 21 tháng 6, 1986 (23 tuổi)  | 0    | 0   | Reims         |
| 17 | TV | Lery Hanani               | 1 tháng 10, 1982 (26 tuổi)  | 22   | 4   | La Gauloise   |
| 18 | TM | Marius Fausta             | 28 tháng 4, 1973 (36 tuổi)  | 9    | 0   | Evolucas      |
| 19 | TV | Grégory Gendrey           | 10 tháng 7, 1986 (22 tuổi)  | 9    | 3   | Evolucas      |
| 20 | TV | Larry Clavier             | 9 tháng 1, 1981 (28 tuổi)   | 0    | 0   | Racing Paris  |
| 21 | TM | Cédric Céligny            | 18 tháng 4, 1981 (28 tuổi)  | 0    | 0   | Les Abymes    |
| 22 | HV | Fabien Jérôme             | 12 tháng 2, 1986 (23 tuổi)  | 5    | 1   | Evolucas      |
| 23 | TĐ | Alexandre Alphonse        | 17 tháng 6, 1982 (27 tuổi)  | 0    | 0   | Zürich        |

### México
Huấn luyện viên:  Javier Aguirre
| Số | VT | Cầu thủ                   | Ngày sinh (tuổi)            | Trận | Bàn | Câu lạc bộ          |
| -- | -- | ------------------------- | --------------------------- | ---- | --- | ------------------- |
| 1  | TM | Guillermo Ochoa           | 13 tháng 7, 1985 (23 tuổi)  | 22   | 0   | América             |
| 2  | HV | Jonny Magallón            | 21 tháng 11, 1981 (27 tuổi) | 35   | 3   | Guadalajara         |
| 3  | HV | Ismael Rodríguez          | 10 tháng 1, 1981 (28 tuổi)  | 2    | 0   | América             |
| 4  | HV | Edgar Dueñas              | 5 tháng 3, 1983 (26 tuổi)   | 4    | 0   | Toluca              |
| 5  | HV | Fausto Pinto              | 8 tháng 8, 1983 (25 tuổi)   | 18   | 0   | Cruz Azul           |
| 6  | TV | Gerardo Torrado (Captain) | 30 tháng 4, 1979 (30 tuổi)  | 94   | 4   | Cruz Azul           |
| 7  | TĐ | Alberto Medina            | 29 tháng 5, 1983 (26 tuổi)  | 41   | 2   | Guadalajara         |
| 8  | TV | Israel Castro             | 20 tháng 12, 1980 (28 tuổi) | 13   | 0   | UNAM                |
| 9  | TĐ | Omar Bravo                | 4 tháng 3, 1980 (29 tuổi)   | 61   | 15  | Deportivo La Coruña |
| 10 | TĐ | Guillermo Franco          | 3 tháng 11, 1976 (32 tuổi)  | 14   | 3   | Unattached          |
| 11 | TĐ | Carlos Vela               | 1 tháng 3, 1989 (20 tuổi)   | 16   | 5   | Arsenal             |
| 12 | TM | José de Jesús Corona      | 26 tháng 1, 1981 (28 tuổi)  | 8    | 0   | Estudiantes Tecos   |
| 13 | TV | Pablo Barrera             | 21 tháng 6, 1987 (22 tuổi)  | 3    | 0   | UNAM                |
| 14 | TĐ | Miguel Sabah              | 14 tháng 11, 1979 (29 tuổi) | 3    | 0   | Morelia             |
| 15 | HV | José Antonio Castro       | 11 tháng 8, 1980 (28 tuổi)  | 23   | 0   | América             |
| 16 | TĐ | Carlos Esquivel           | 10 tháng 4, 1982 (27 tuổi)  | 4    | 0   | Toluca              |
| 17 | TĐ | Giovani Dos Santos        | 11 tháng 5, 1989 (20 tuổi)  | 13   | 2   | Tottenham Hotspur   |
| 18 | TĐ | José María Cárdenas       | 13 tháng 6, 1984 (25 tuổi)  | 2    | 1   | Pachuca             |
| 19 | TV | Luis Miguel Noriega       | 17 tháng 4, 1985 (24 tuổi)  | 2    | 0   | Puebla              |
| 20 | TV | Israel Martínez           | 14 tháng 3, 1981 (28 tuổi)  | 6    | 0   | San Luis            |
| 21 | HV | Juan Carlos Valenzuela    | 15 tháng 5, 1984 (25 tuổi)  | 3    | 0   | América             |
| 22 | HV | Efraín Juárez             | 22 tháng 2, 1988 (21 tuổi)  | 1    | 0   | UNAM                |
| 23 | TM | Óscar Pérez(stand by)     | 1 tháng 2, 1973 (36 tuổi)   | 48   | 0   | UANL                |

### Nicaragua
Huấn luyện viên:  Ramón Otoniel Olivas
| Số | VT | Cầu thủ                   | Ngày sinh (tuổi)            | Trận | Bàn | Câu lạc bộ      |
| -- | -- | ------------------------- | --------------------------- | ---- | --- | --------------- |
| 1  | TM | Denis Espinoza            | 25 tháng 8, 1983 (25 tuổi)  | 3    | 0   | Ferretti        |
| 2  | HV | Roger Mejía               | 30 tháng 4, 1984 (25 tuổi)  | 0    | 0   | Max Juventus    |
| 3  | HV | Silvio Avilés             | 11 tháng 8, 1980 (28 tuổi)  | 3    | 0   | Ferretti        |
| 4  | TV | Armando Collado           | 17 tháng 11, 1983 (25 tuổi) | 4    | 0   | Real Estelí     |
| 5  | HV | Carlos Alonso             | 25 tháng 8, 1979 (29 tuổi)  | 4    | 0   | Trung Quốcndega |
| 6  | TV | Armando Reyes             | 29 tháng 7, 1981 (27 tuổi)  | 4    | 1   | Real Esteli     |
| 7  | TV | Juan Barrera              | 2 tháng 5, 1989 (20 tuổi)   | 4    | 1   | Ferretti        |
| 8  | TĐ | Rudel Calero              | 10 tháng 12, 1977 (31 tuổi) | 0    | 0   | Real Esteli     |
| 9  | TĐ | Wilber Sánchez            | 24 tháng 8, 1979 (29 tuổi)  | 4    | 0   | Ferretti        |
| 10 | TĐ | Samuel Wilson             | 4 tháng 4, 1983 (26 tuổi)   | 4    | 2   | Real Estelí     |
| 11 | TV | Eliud Zeledon             | 24 tháng 11, 1983 (25 tuổi) | 4    | 0   | Real Estelí     |
| 12 | TM | Carlos Mendieta           | 3 tháng 11, 1979 (29 tuổi)  | 1    | 0   | Real Estelí     |
| 13 | TĐ | Félix Rodríguez           | 17 tháng 1, 1982 (27 tuổi)  | 4    | 0   | Real Estelí     |
| 14 | TV | Gabriel Avilés            | 1 tháng 7, 1989 (20 tuổi)   | 0    | 0   | América         |
| 15 | TV | Franklin López            | 16 tháng 8, 1982 (26 tuổi)  | 4    | 0   | Real Estelí     |
| 16 | HV | Marvin Molina             | 21 tháng 12, 1981 (27 tuổi) | 2    | 0   | Real Estelí     |
| 17 | TV | José Carballo             | 23 tháng 4, 1987 (22 tuổi)  | 1    | 0   | Ferretti        |
| 18 | TV | Marlon Medina             | 6 tháng 8, 1985 (23 tuổi)   | 4    | 1   | Real Estelí     |
| 19 | TV | Vidal Alonso              | 3 tháng 11, 1980 (28 tuổi)  | 0    | 0   | Trung Quốcndega |
| 20 | HV | David Solórzano (Captain) | 5 tháng 11, 1980 (28 tuổi)  | 3    | 0   | Diriangén       |
| 21 | TV | David Martínez            | 10 tháng 8, 1983 (25 tuổi)  | 0    | 0   | Real Estelí     |
| 22 | TĐ | Daniel Reyes              | 21 tháng 7, 1990 (18 tuổi)  | 0    | 0   | Tigres          |
| 23 | TM | José Manuel Sánscrito     | 30 tháng 5, 1974 (35 tuổi)  | 0    | 0   | Real Estelí     |

### Panama
Huấn luyện viên:  Gary Stempel
| Số | VT | Cầu thủ                | Ngày sinh (tuổi)            | Trận | Bàn | Câu lạc bộ      |
| -- | -- | ---------------------- | --------------------------- | ---- | --- | --------------- |
| 1  | TM | Jaime Penedo           | 26 tháng 9, 1981 (27 tuổi)  | 44   | 0   | Municipal       |
| 2  | HV | Carlos Rivera          | 30 tháng 5, 1979 (30 tuổi)  | 55   | 2   | San Francisco   |
| 3  | HV | Luis Moreno            | 19 tháng 3, 1981 (28 tuổi)  | 61   | 0   | Tauro           |
| 4  | TV | José Anthony           | 8 tháng 8, 1972 (36 tuổi)   | 67   | 0   | Sanarate        |
| 5  | HV | Román Torres           | 20 tháng 3, 1986 (23 tuổi)  | 25   | 0   | La Equidad      |
| 6  | TV | Gabriel Gómez          | 29 tháng 5, 1984 (25 tuổi)  | 48   | 1   | Belenenses      |
| 7  | TĐ | Blas Pérez             | 13 tháng 3, 1981 (28 tuổi)  | 29   | 8   | Pachuca         |
| 8  | TV | Alberto Blanco         | 8 tháng 1, 1978 (31 tuổi)   | 56   | 3   | Maccabi Netanya |
| 9  | TĐ | José Garcés            | 6 tháng 5, 1981 (28 tuổi)   | 25   | 7   | Académica       |
| 10 | TV | Nelson Barahona        | 22 tháng 11, 1987 (21 tuổi) | 13   | 1   | Atlético Huila  |
| 11 | TV | Víctor Herrera         | 18 tháng 4, 1980 (29 tuổi)  | 29   | 2   | San Francisco   |
| 12 | TM | Óscar McFarlane        | 29 tháng 11, 1980 (28 tuổi) | 15   | 0   | CNI             |
| 13 | HV | Joel Solanilla         | 24 tháng 12, 1983 (25 tuổi) | 27   | 0   | San Miguelito   |
| 14 | HV | Armando Gun            | 17 tháng 1, 1986 (23 tuổi)  | 16   | 0   | Chepo           |
| 15 | TV | Ricardo Phillips       | 31 tháng 1, 1975 (34 tuổi)  | 68   | 9   | San Francisco   |
| 16 | TV | Manuel Torres          | 25 tháng 11, 1978 (30 tuổi) | 31   | 1   | San Francisco   |
| 17 | TĐ | Nicolás Muñoz          | 21 tháng 12, 1981 (27 tuổi) | 8    | 0   | Vista Hermosa   |
| 18 | TĐ | Luis Tejada            | 28 tháng 3, 1982 (27 tuổi)  | 40   | 16  | Millonarios     |
| 19 | TĐ | Orlando Rodríguez      | 9 tháng 8, 1984 (24 tuổi)   | 13   | 0   | Árabe Unido     |
| 20 | TV | Rolando Escobar        | 24 tháng 10, 1981 (27 tuổi) | 21   | 1   | Caracas         |
| 21 | TV | Amílcar Henríquez      | 2 tháng 8, 1983 (25 tuổi)   | 28   | 0   | Atlético Huila  |
| 22 | TM | José Calderón          | 14 tháng 8, 1985 (23 tuổi)  | 4    | 0   | Chepo           |
| 23 | HV | Felipe Baloy (Captain) | 24 tháng 2, 1981 (28 tuổi)  | 40   | 2   | Monterrey       |